# Lænke (Buddhisme)
 For alternative betydninger, se Lænke. (Se også artikler, som begynder med Lænke)
I buddhismen er en mental lænke, en kæde eller binding (Pāli: samyojana, saŋyojana, saññojana), der binder et levende væsen til saṃsāra - livscyklussen med dukkha. Ved at skære gennem alle lænker opnår man nibbāna (Pali; Skt.: nirvāṇa).

## Lidelsens lænker
I hele Pali-kanonen bruges ordet "lænke" til at beskrive et intrapsykisk fænomen, der binder et levende væsen til dukkha. I Khuddaka Nikayas Itivuttaka 1.15 siger Buddha for eksempel:
”Munke, jeg forestiller mig ikke én anden lænke, lænket med hvilken, væsener, der er forbundet, vandrer og genfødes i lang, lang tid, som begærets lænke. " 
Andre steder antydes dukkha forårsaget af en lænke, som i denne mere tekniske diskurs fra SN 35.232, hvor Ven. Sariputta samtaler med Ven. Kotthita:
Kotthita: "Hvordan er det, ven Sariputta, er ... øret lydens lænke, eller er lyden ørets lænke? . . ."
Sariputta: "Ven Kotthita, ... øret er ikke lydens lænke, og det er heller ikke lydene, der er ørets, men snarere ønsket og lysten, der opstår i afhængighed af begge dele: det er det, der er lænken... " 

## De 10 lænker
| De Fire Oplysningstrin (i henhold til Sutta Pitaka)                 | |                   |                                                               |
| Trinnets "frugt"                                                    | Overskårne lænker                                                                                           | Overskårne lænker | Genfødsler (til nibbana)                                      |
| Strøm-gænger                                                        | 1. Identitetssyn (Anatman) 2. Tvivl på Buddha 3. Asketiske eller rituelle regler                            | Mindre lænker     | Op til syv genfødsler som menneske eller i himmelske verdener |
| Engangs-tilbagevender                                               | 1. Identitetssyn (Anatman) 2. Tvivl på Buddha 3. Asketiske eller rituelle regler                            | Mindre lænker     | Én gang mere som menneske                                     |
| Ikke-tilbagevender                                                  | 4. Sensuelt begær 5. Ond vilje                                                                              | Mindre lænker     | Én gang mere i en himmelsk verden                             |
| Arahant                                                             | 6. Ønske om materiel genfødsel 7. Ønske om immateriel genfødsel 8. Indbildskhed 9. Rastløshed 10. Uvidenhed | Større lænker     | Ingen genfødsel                                               |
| Kilde: Ñāṇamoli & Bodhi (2001), Middle-Length Discourses, s. 41-43. | |                   |                                                               |

Lænkerne er opregnet på forskellige måder i Pali-kanonens Sutta Pitaka og Abhidhamma Pitaka.

### Sutta Pitakas liste over de 10 lænker
Sutta Pitaka identificerer ti "opståens lænker": 
1. Tro på et selv (Pali: sakkāya-diṭṭhi)
2. Tvivl eller usikkerhed, især om Buddhas oplysning [4]
3. Tilknytning til riter og ritualer (sīlabbata-parāmāsa) [5]
4. Sensuelt begær (kāmacchando) [6]
5. Modvilje (vyāpādo eller byāpādo) [7]
6. Lyst til materiel eksistens, lyst til materiel genfødsel (rūparāgo) [8]
7. Lyst til immateriel eksistens, begær efter genfødsel i et formløst område (arūparāgo) [9]
8. Indbildskhed (māna) [10] [11]
9. Rastløshed (uddhacca) [12]
10. Uvidenhed (avijjā) [13]

Som angivet i den tilstødende tabel, omtales de første fem lænker i hele Sutta Pitaka som "mindre lænker" (orambhāgiyāni saṃyojanāni) som overskæres, når man bliver en ikke-tilbagevender; og de sidste fem lænker kaldes "større lænker" (uddhambhāgiyāni saṃyojanāni), overskåret af en arahant. 

#### Tre lænker
Både Saṅgīti Sutta (DN 33) og Dhammasaṅgaṇi (Dhs. 1002-1006) henviser til de "tre lænker" som de første tre i den førnævnte Sutta Pitaka-liste over ti:
1. Tro på et selv (sakkāya-diṭṭhi)
2. Tvivl (vicikicchā)
3. Tilknytning til riter og ritualer (sīlabbata-parāmāsa) [15]

Ifølge Tipitaka'en er disse tre lænker udryddet af strøm-gængere og èngangs-tilbagevendere. 

### Abhidhamma Pitakas liste over de ti lænker
Abhidhamma Pitaka's Dhamma Sangani (DHS. 1113-1134) tilvejebringer en alternativ liste over de ti lænker, som genfindes i Khuddaka Nikaya's Culla Niddesa (ND2 656, 1463) og i post- kanoniske kommentarer. Denne liste er: 
1. Sensuel lyst (Pali: kāma-rāga)
2. Vrede (paṭigha)
3. Indfangelse (māna)
4. Synspunkter (diṭṭhi)
5. Tvivl (vicikicchā)
6. Tilknytning til riter og ritualer (sīlabbata-parāmāsa)
7. Eksistenslyst (bhava-rāga)
8. Misundelse (issā)
9. Grådighed (macchariya)
10. Uvidenhed (avijjā).

Kommentarerne nævner, at synspunkter, tvivl, tilknytning til riter og ritualer, misundelse og grådighed kastes af i den første fase af oplysning (sotāpatti); grov sensuel lyst og vrede ved anden fase (sakadāgāmitā) og endda subtile former af det samme ved tredje fase (anāgāmitā); og indfangelse, begær efter eksistens og uvidenhed ved den fjerde og sidste fase (arahatta).

### Lænker relateret tilhusholderes anliggender
Unikt identificerer Sutta Pitakas "Sigalovada Sutta" (MN 54) otte lænker (herunder tre af de fem forskrifter):
1. At dræbe (pāṇātipāto)
2. At stjæle (adinnādānaṃ)
3. Falsk tale (musāvādo)
4. Sladder (pisunā)
5. Begær og grådighed (giddhilobho)
6. Modvilje (nindāroso)
7. Vrede og ondskab (kodhūpāyāso)
8. Indbildskhed (atimāno)

## Individuelle lænker

### Identitetssyn (sakkāya-diṭṭhi)
Kāya betyder "krop", "sakkāya" betyder "eksisterende krop", og diṭṭhi betyder "syn" (her som i en (forkert) opfattelse, som eksemplificeret ved synspunkterne i nedenstående tabel).
Generelt betyder "tro på et individuelt selv" eller, mere enkelt, "selvsyn" en tro på, at der i den ene eller anden af khandhaerne er et permanent selv, en "atta". 
Tilsvarende beskriver Buddha i MN 2, Sabbasava Sutta, "en lænke af synspunkter" på følgende måde:
| De seks sramanas synspunkter (baseret på Sāmaññaphala Sutta1) | |
| Śramaṇa                                                       | Synspunkt (diṭṭhi)1                                                                                       |
| Pūraṇa Kassapa                                                | Amoralisme: Afviser belønning eller straf for gode eller dårlige handlinger.                              |
| Makkhali Gośāla (Ājīvika)                                     | Niyativāda (Fatalisme): Vi er magtesløse; dukkha er forudbestemt.                                         |
| Ajita Kesakambalī (Lokāyata)                                  | Materialisme: Lev i glæde; med døden udslettes alt.                                                       |
| Pakudha Kaccāyana                                             | Sassatavada (Eternalisme): Stof, nydelse, smerte og sjæl er evigt og interagerer ikke.                    |
| Nigaṇṭha Nātaputta (Jainism)                                  | Beherskelse: At være i besiddelse af, renset af og fyldt af fravigelse fra al ondskab. 2                  |
| Sañjaya Belaṭṭhiputta (Ajñana)                                | Agnosticisme: "Jeg tror ikke sådan. Jeg tror ikke på den ene måde eller den anden." Udsættelse af dom.    |
| Noter:                                                        | 1. DN 2 (Thanissaro, 1997; Walshe,1995, s. 91-109). 2. DN-a (Ñāṇamoli & Bodhi, 1995, s. 1258-59, n. 585). |

"Således tænker [en person med forkert syn] uhensigtsmæssigt: 'Var jeg i fortiden? . . . Skal jeg være i fremtiden? . . . Er jeg det? Er jeg ikke? Hvad er jeg? . . .'
"Mens han tænker uhensigtsmæssigt på denne måde, opstår en af seks slags synspunkter i ham: ...
- ”Jeg har et selv...'
- ”Jeg har intet selv...'
- 'Det er netop ved hjælp af jeg'et, jeg opfatter mig selv...'
- 'Det er netop ved hjælp af jeg'et, jeg opfatter ikke-selv...'
- 'Det er netop ved hjælp af ikke-jeg, jeg opfatter mig selv...'
- 'Dette mit selv ... er mit selv, det er konstant...'

"Dette kaldes en vildmark af synspunkter, en kontortion af synspunkter, en vridning af synspunkter, en lænke af syn. Bundet af en lænke af synspunkter, er den uinstruerede ... ikke frigivet, siger jeg dig, fra lidelse og stress. " 

### Tvivl (vicikicchā)
Generelt henviser "tvivl" (vicikicchā) til tvivl om Buddhas dhamma.
Mere specifikt, i SN 22.84, Tissa Sutta  advarer Buddha eksplicit mod usikkerhed omkring Den Ædle Ottefoldige Vej, der beskrives som den rigtige vej til nibbana, der fører en ud af uvidenhed, sensuelt begær, vrede og fortvivlelse.

### Tilknytning tilriterogritualer (sīlabbata-parāmāso)
Śīla henviser til "moralsk adfærd", vata (eller bata) til "religiøs pligt, overholdelse, ritual, praksis, skik"  og parāmāsa til "at være knyttet til" eller "en spredning af" og har konnotationen "forkert omgåen med dhammaen.  Alt i alt er sīlabbata-parāmāso blevet oversat til "spredningen af simple regler og ritualer, forelskelse i gode handlinger, den vildledning, at de er tilstrækkelige"  eller mere enkelt "falder [tilbage] på tilknytning til befalinger og regler ." 
Mens tvivl kan ses som vedrørende læren fra konkurrerende <i id="mwAQY">sramana</i> på Buddhas tid, henviser denne lænke vedrørende riter og ritualer sandsynligvis til praksis fra datidens brahmaniske autoriteter. 

## At skære gennem lænkerne
I MN 64, "Den store belæring af Mālunkyāputta", siger Buddha, at vejen til at overskære de fem mindre lænker (det vil sige de første fem af de nævnte "ti lænker") er gennem anvendelse af jhana og vipassana i tandem. 
I SN 35.54, siger Buddha, at man "Overskærer lænker, når man kender og ser [...] som forgængelige de seks sense-baser (Ayatana), de tilhørende 12 sans-bevidstheder (viññaṇa), og den deraf resulterede kontakt (phassa) og sensationer (vedanā). 
Tilsvarende i SN 35.55, siger han "rives op med rode lænker, når man kender og ser forstand, sanse-baserne, sanse-bevidsthed, kontakt og sensationer som ikke-selv. " 

## Forhold til andre grundlæggende koncepter
Tilsvarende buddhistiske koncepter, der findes overalt i Tipitaka'en, inkluderer de fem hindringer (nīvaraṇāni) og de ti urenheder (kilesā). Ifølge Theravada-buddhismen holder lænker over adskillige levetider og er vanskelige at fjerne, mens hindringer er forbigående forhindringer. Urenheder omfatter alle mentale urenheder - både lænker og hindringer. 

## Eksterne links
- The Fetters of 'I', 'Mine', 'Myself'